# محنا (قرية)
محنا قرية أردنية تقع شمال مدينة عجلون، وهي قرية جميلة تقع في أحضان غابات جبال عجلون وترتفع 1150 متر عن سطح البحر، وبذلك فإن شتائها قارص جداً حيث أنها -كباقي مرتفعات جبال عجلون- من أوائل مناطق المملكة الأردنية الهاشمية تهيئاً للمنخفضات القطبية حيث تتساقط فيها الثلوج بكثافة.
يبلغ عدد سكانها حوالي 1000 نسمة.